# Guitanga
Guitanga är en ort i Burkina Faso.   Den ligger i provinsen Province du Yagha och regionen Sahel, i den östra delen av landet, 270 km öster om huvudstaden Ouagadougou. Guitanga ligger 264 meter över havet och antalet invånare är 755.
Terrängen runt Guitanga är platt. Runt Guitanga är det ganska glesbefolkat, med 27 invånare per kvadratkilometer.. Det finns inga andra samhällen i närheten.
Trakten runt Guitanga består i huvudsak av gräsmarker.